# شفافية (حوسبة)
أي تغيير في نظام الحوسبة، يمثل ميزة جديدة أو عنصر جديد، فهو شفاف وعلي النظام ان يلتزم بعد تغيير الواجهة الخارجية السابقة قدر الإمكان أن يغير سلوكه الداخلي.
والغرض من ذلك هو الحماية من تغيير كل الأنظمة (أو الإنسان المستخدم) على الجانب الآخر من التفاعل.
المصطلح يشير بشكل مشوش إلى الخفاء الكلي للمكون فإنه لا يشير إلى إبراز مكون داخلي كما هو الحال في الصندوق الأبيض أو النظام المفتوح.
المصطلح يستخدم على نطاق واسع وشفاف ويستخدم في مجال تسويق الكمبيوتر وفي الاستعاضة عن مصطلح الغير مرئي، مصطلح الغير مرئي له دلالة سيئة وهو عادة ما ينظر إليه علي أن المستخدم لا يستطيع الرؤية وليس لديه أية سيطرة الشفافية مصطلح له دلالة جيدة. ومرتبط عادة بالاختباء
الغالبية العظمى في هذه الأوقات، يستخدمون مصطلح الشفافية بطريقة مضللة للإشارة إلى الخفاء الفعلي لعملية الكمبيوتر.
ويستخدم المصطلح غالبا وبخاصة فيما يتعلق بطبقة التجريد التي هي غير مرئية إما من طبقة المجاورة العليا أو السفلى. هذا المصطلح يشير إلى تقنية برمجة معينة. وثمة رمز لتطبيق الشفافية عندما كان واضحا من التفاصيل ذات المستوى المنخفض (مثل إدارة جهاز معين)، ولا يتضمن سوى منطق حل المشكلة الرئيسية. وكان تحقيق ذلك من خلال التغليف—بوضع التعليمات البرمجية في الوحدات النمطية التي أخفت التفاصيل الداخلية، مما يجعلها غير مرئية للتطبيق الرئيسي.

## أمثله
على سبيل المثال، ملف شبكة النظام يتسم بالشفافية، لأنه ينجح في الوصول إلى الملفات المخزنة عن بعد على الشبكة في طريقة موحدة مع وصول الشبكة المحلية السابقة لنظام الملفات، بحيث يمكن للمستخدم ذلك حتى لا نلاحظه أثناء استخدام التسلسل الهرمي للمجلدات.
في وقت مبكر من بروتوكول نقل الملفات الأقل شفافية إلى حد كبير، لأنه يتطلب في كل مستخدم معرفة كيفية الوصول إلى الملفات عن طريق بروتوكول نقل الملفات للعملاء.
وبالمثل، فإن بعض أنظمة الملفات تسمح بضغط الشفافية وتخفيف الضغط من البيانات، مما يمكن المستخدمين من تخزين المزيد من الملفات على وسيط وبدون أي معرفة خاصة، وبعض الملفات تشفر ملف الأنظمة بشفافية. هذا النهج لا يتم بطلب بتشغيل أداة ضغط أو تشفير يدويا.
في هندسة البرمجيات، يعتبر أيضا من الممارسات الجيدة لتطوير أو استخدام طبقات تجريد الوصول إلى قاعدة البيانات، بحيث يتم بنفس التطبيق ستعمل مع قواعد بيانات مختلفة، وهنا، وطبقة تجريد تسمح لأجزاء أخرى من البرنامج الوصول إلى قاعدة بيانات شفافة (انظر البيانات وصول وجوه، على سبيل المثال).
في البرمجة الموجهة للكائنات، ومما ييسر الشفافية من خلال استخدام الواجهات التي تخفي التطبيقات الفعلية الكامنة وراء عمله مع فئات مختلفة.

## أنواع من الشفافية في توزيع النظام
الشفافية تعني أن أي شكل من أشكال نظام التوزيع ينبغي إخفاء طبيعته الموزعة من مستخدميها، والتي تظهر وتعمل بمثابة نظام مركزي عادي.
وهناك أنواع عديدة من الشفافية:
- وصول الشفافية—بغض النظر عن كيفية الحصول على الموارد والتمثيل لابد من أداؤها على كيان الكمبيوتر بشكل فردي وينبغي أن يكون مستخدمي نظام توزيع الموارد يعملون دائما بأسلوب واحد وموحد.
- موقع الشفافية—يجب على مستخدمي نظام التوزيع بالضرورة أن لا يكونوا على بينة اين يقع الوجود الفعلي للموارد.
- الهجرة الشفافية—يجب على المستخدمين ألا يكونوا على علم بما إذا كان الكيان المورد أو الكمبيوتر يمتلك القدرة على التحرك إلى موقع مختلف مادياً أو منطقياً.
- نقل الشفافية—وهي خطوة في استخدام الموارد في حين ذلك لا ينبغي أن يكون ملحوظا للمستخدم النهائي.
- النسخ المتماثل بالشفافية—إذا تم نسخ مورد بين عدة مواقع، يجب أن يظهر للمستخدم كمورد وحيد.
- الشفافية المتزامنة—على الرغم من أن هناك عدة مستخدمين قد تتنافس على حصة ومورد واحد، فهذا ينبغي أن لا يكون واضحا إلى أي منهم.
- شفافية الإخفاق—قم دائما بإخفاء أي فشل واسترداد كيانات الكمبيوتر والموارد.
- استمرار الشفافية—ما إذا كانت الموارد تكمن في الذاكرة المضطربة أو الدائمة فينبغي أن لا نفرق بين المستخدمين.
- أمن الشفافية—يجب التفاوض على وصول آمن مشفر للموارد وهذا هو الحد الأدنى لتدخل المستخدم، أو التحايل من المستخدمين والأمن في تفضيل الإنتاجية.

ويمكن الاطلاع على تعريف رسمي لمعظم هذه المفاهيم في نموذج لمرجع في علوم الحاسب الآلي الموزعة لمعالجة فتح النموذج المرجعي (ايزو 10746).
وإلى أي مدى هذه الخصائص يمكن أو ينبغي أن تتحقق أو تختلف على نطاق واسع. ولا يمكن أن كل نظام يخفي كل شيء من مستخدميه. على سبيل المثال،
بسبب وجود سرعة ثابتة ومحدودة من الضوء سيكون هناك دائما المزيد من الكمون على الوصول إلى الموارد البعيدة من المستخدم.